# Karsy Dolne
Karsy Dolne is een plaats in het Poolse district  Buski, woiwodschap Święty Krzyż. De plaats maakt deel uit van de gemeente Pacanów en telt 52 inwoners.